# Marija Konstantinowna Pewtschich

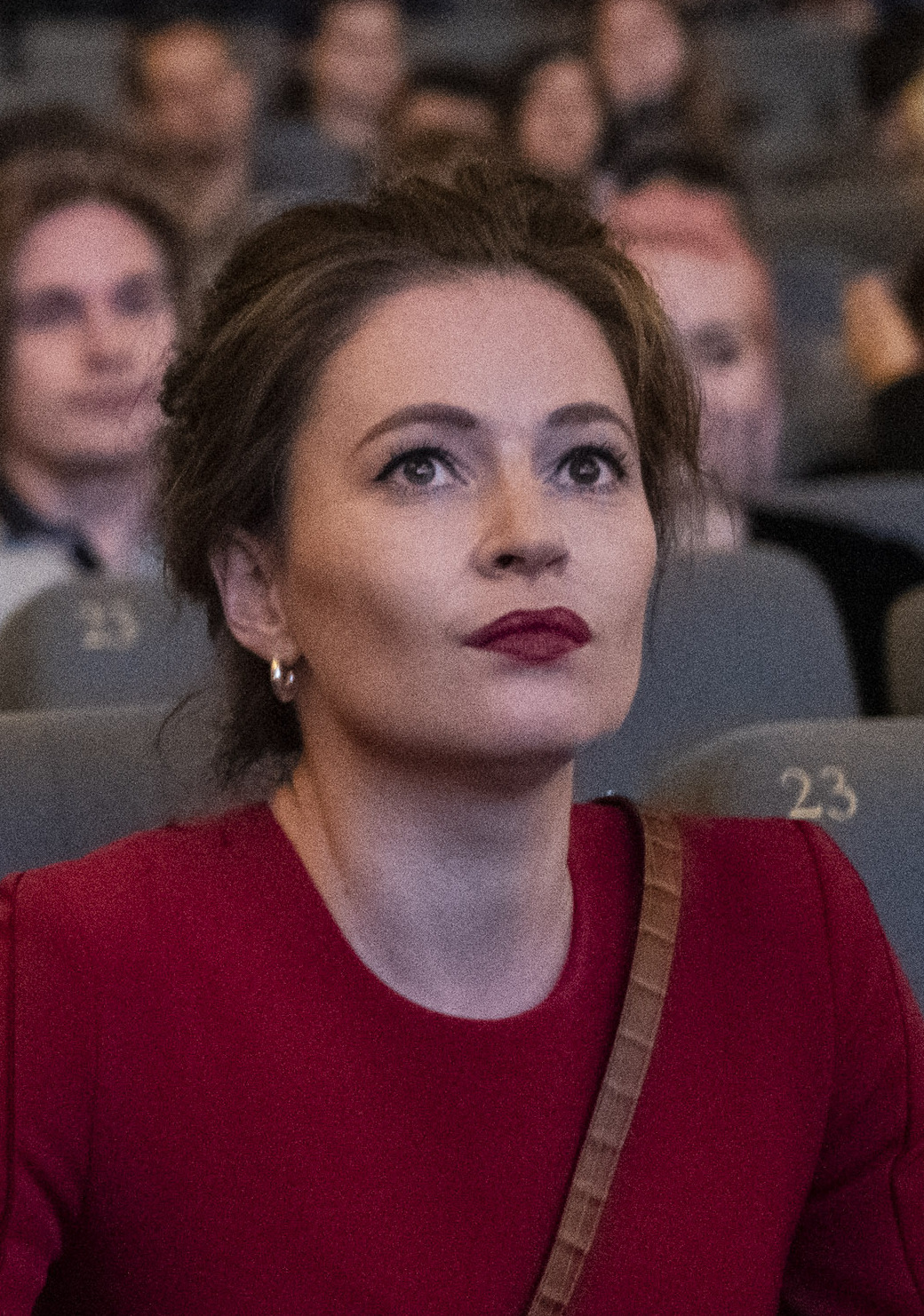
Marija Pewtschich (2022)

Marija Konstantinowna Pewtschich (russisch Мария Константиновна Певчих; geb. 15. August 1987 in Selenograd) ist eine russische Journalistin und Bürgerrechtlerin. Sie ist für ihr Engagement gegen die Korruption in ihrem Heimatland bekannt.

## Leben
Pewtschich wuchs in einer unpolitischen Familie auf; ihre Mutter arbeitete für Nissan und ihr Vater verwaltete eine Hotelkette. Schon in jungen Jahren zeigte sie ein tiefes Misstrauen gegenüber dem russischen Sicherheitsapparat, eine Einstellung, die ihr Großvater ihr vermittelte. Im Alter von 15 Jahren begann sie ihr Studium der Soziologie an der Staatlichen Universität Moskau. Aufgrund der weitverbreiteten Korruption an ihrer Fakultät entschied sie sich jedoch für einen Wechsel und setzte ihre Ausbildung an der London School of Economics fort. Nach ihrem Studium kehrte sie nach Russland zurück und schloss sich Alexei Nawalny und seiner Bewegung an. Sie lebt mittlerweile in London, von wo aus sie weiterhin eine führende Rolle in der Anti-Korruptions-Arbeit spielt.

## Wirken
Pewtschich begann ihre Arbeit im Team von Alexei Nawalny mehr als ein Jahrzehnt vor ihrer aktuellen Position. Sie machte sich durch ihre Beteiligung an bedeutsamen Untersuchungen der Korruption unter Russlands Elite einen Namen. Besonders bekannt wurde sie durch ihre Arbeit an der Enthüllung eines geheimen Palastes von Wladimir Putin am Schwarzen Meer, welche über 120 Millionen Mal auf der Videoplattform YouTube angesehen wurde. Ihre Untersuchungen führten zur Beschlagnahmung von Vermögenswerten russischer Beamter und Oligarchen im Wert von über einer Milliarde Euro. Als Kopf der Investigativabteilung der Stiftung für Korruptionsbekämpfung hat sie die Methoden der investigativen Berichterstattung weiterentwickelt. Ihr Ansatz umfasst zur Aufdeckung der Luxuslebensstile und der Korruption hochrangiger russischer Beamter den Einsatz von Drohnen und anderen innovativen Technologien. Ihre Arbeit erregte nicht nur in Russland, sondern auch international Aufsehen und wurde durch ihre Rolle als ausführende Produzentin des preisgekrönten Dokumentarfilms Nawalny (2022) zusätzlich anerkannt.